# Pakleni otoci
Pakleni otoci (izgovor: Pakléni otoci) ili lokalno Škoji skupina su vapnenačkih otoka u Jadranskom moru, na hrvatskom dijelu Jadrana. Nepravilno se nazivaju Paklinski otoci.
Nalaze se nekoliko stotina metara jugozapadno od grada Hvara i protežu se do krajnjeg zapadnog rta otoka Hvara.

## Ime
Ime su dobili prema paklini, vrsti borove smole koja se koristila u brodogradnji.
Kao posljedica lokalnog dijalekta, pridjev riječi "paklina" glasi "pakleni", pa se skupina naziva "Pakleni otoci" (izgovor: "Pakléni"), a sam naziv nema veze s "paklom". Otoci se lokalno nazivaju i jednostavno "Škoji".

Za Paklene otoke prof. Mate Hraste piše:
“Pred Hvarom... nalaze se Paklȅni otȍci ili Spalmadȏri. Hvarani ih zovu śkȍji (tal. scoglio = greben, otočić). Pridjev paklen znači smolast, kako tumači i prof. Skok... Posebnu vrstu crne smole za mazanje brodova i danas stanovnici Hvara nazivaj pakȏl < pьklъ, pȃklina.”
Dakle, u Hvaru se izgovaralo Paklȅni otȍci (a ne Pȁkleni - ili Pȁklinski - ȍtoci), kada se nije govorilo Škȍji.
- pakȏl,¹ pãkla, pȃklina,* -e, – sredstvo kojim su se premazivali brodovi (od toga su vjerojatno nastali službeni nazivi Pȁkleni otoci ili Pȁklinski ȍtoci, umjesto starijeg i lokalnog Paklȅni otȍci, a sada udomaćenog naziva Škȍji); usp. blȁk, katrȏm, Spalmadȏri.
- škȏj, škȍja (ved. scoio) – otok (u Hvaru su škȍji sinonim za Paklene otoke, a pod Škȏj se podrazumijeva otok Sv. Klement s naseljem Vlōkȁ): Grēmȍ na Škȍj – Grēmȍ na Vlōkȕ.

## Položaj
Pakleni otoci se nalaze u hrvatskom dijelu Jadranskog mora, uz jugozapadnu obalu srednjedalmatinskog otoka Hvar. Proteže se pravcem zapad - istok između 16°18'36" i 16°27'12" istočne zemljopisne dužine. Najzapadnija točka arhipelaga se nalazi na otočiću Veli Vodnjak, a najistočnija točka na otočiću Pokonji Dol. Pravcem sjever - jug protežu se između 43°10'37" i 43°08'41" sjeverne zemljopisne širine. Najsjevernija točka arhipelaga se nalazi na rtu Močiguzica na otoku Svetom Klementi, dok se najjužnija točka nalazi na otočiću Stambedru. Prostiranje otočja pravcem zapad - istok iznosi 8'36", tj. 3 km, a pravcem sjever - jug 1'56", tj. 1,1 km.

## Zemljopisni raspored
U ovoj otočnoj skupini, na zapadnom kraju, označen svjetionikom, nalazi se Vodnjak Veli (44 m), prema sjeverozapadnom kraju otočja je Vodnjak Mali, a sjeverno od njih hridi Karbun i Lengva. Dalje prema istoku slijede još otočići Travna, Paržanj i Borovac. Ovaj arhipelag broji 19 otoka i hridi.
Do njih se nalazi najveći otok u skupini, Sveti Klement (94 m) na kojemu su, od istoka prema zapadu, tri naselja: Momića polje, Vlaka i Palmižana.
Ploveći uz njegovu sjevernu stranu nailazimo na otočić Škojić ispred uvale Vlake i hrid Baba ispred uvale Palmižane u kojoj je marina. Na hridi Babi nalazi se svjetionik.
S južne strane otoka Sveti Klement, štiteći uvalu Soline od južnih vjetrova, nalazi se otok Dobri otok, a dalje prema zapadu ispred uvale Vinogradišća otočić Stambedar i hridi Pločice.
Ploveći prema istoku od Svetog Klementa nailazimo na otočiće Gojca, Borovac (46 m), Planikovac (27 m), Marinkovac (47 m) i Jerolim (ili Sveti Jerolim, 22 m). Prolazi između otoka Sveti Klement, Borovac, Planikovac i Marinkovac nazivaju se redom Velo ždrilo, Malo ždrilo i Ždrilca.
Od otoka Hvara cijelu ovu skupinu otoka dijeli Pakleni kanal.
Pred samim gradom Hvarom, nalazi se otočić Gališnik (lokalno: Galešnik), a dalje prema jugoistoku ispred istoimene uvale nalazi se otočić Pokonji dol sa svjetionikom. Iako sa suprotne strane kanala, ovi otočići također spadaju u navedenu skupinu.
Plovnost između otoka je otežana i opasna, zbog jakih morskih struja, posebica za juga i zbog brojnih hridi i grebena.

## Biljni svijet
Vegetacijski pokrov otoka većim dijelom čine mediteranska makija česmine, mirte, pelina i smrče, a manjim dijelom niska šuma alepskog bora i nešto poljoprivrednih kultura. Šume na Paklenim otocima su prema Prostornom planu uređenja Grada Hvara označene kao šume posebne namjene čija je funkcija rekreacijska. Na otocima raste i vrijesak i ružmarin, zatim kadulja, kamilica, majčina dušica, komorač, lovor, kao i druge aromatične mediteranske biljke.

## Povijest
Najraniju ljudsku prisutnost na otocima svjedoče gomile, kojih je nekoliko na otoku Sveti Klement i koje ukazuju da je otok bio pogrebno mjesto. Jedna se nalazi na Veloj glavi, četiri su istočno od naselja Momića polje, jedna s jugozapadne strane vrha Glavica, dok su tri zapadno od naselja Palmižane.
Kada su se Rimljani polovicom 2. st. pr. Kr. sukobili s Ilirskim plemenima, posebno Dalmatima za strateške i logističke potrebe su osim luka na otoku Hvaru, koristili i luke na otoku Šćedru, kao i na Paklenim otocima. Osim naselja Vlaka u uvali Soline nalaze se ostatci rimskog ladanjskog posjeda, tj. villae rusticae s ostatcima mozaika, koji je ukrašavao dno bazena. Ostaci rimske arhitekture pronađeni su i u uvali Okoriji.  Južno od hridi Babi na sjevernoj strani otoka Svetog Klementa, evidentirano je hidroarheološko nalazište Palmižana, na kojem su pronađeni ostatci antičkog broda iz doba Rimskog Carstva, koji je prevozio više od 10.000 komada keramičkog posuđa, dok je na Marinkovcu evidentirano nalazište s većom koncentracijom keramike, i mogućim ostatkom rimske arhitekture.  Otočić Marinkovac je nekada nosio naziv po svetom Stjepanu, no nisu pronađeni ostaci sakralnog objekta koji bi bio njemu posvećen.  Od 16. stoljeća, točnije 1539. dominikanci su na Svetom Klementu imali hospicij. Na otočiću Svetom Jerolimu, koji se nekada nalazio u posjedu franjevačkog reda se nalazila mala crkva koja je nestala pred kraj 15. stoljeća. Tijekom srednjeg vijeka na otočiću, se vadila sol i napasala stoka.
Od objekata pod zaštitom na otocima se nalaze tri. U naselju Vlaci se nalazi crkva svetog Klementa iz 16. stoljeća. Crkva je obnovljena u znak sjećanja na Višku bitku iz 1866. i na potonuće austro-ugarske fregate Radetzkog koje se dogodilo 1869. Fregata, porinuta 1854. godine, deplasmana 2.234 t i brzine 9 čvorova je potonula zbog eksplozije baruta 0,5 milja od otočića Velog Vodnjaka, odnosno oko 10 milja sjeverno od Visa, s 325 mornara. Tri godine prije, sudjelovala je u bitci kod Visa, a 1864. kao dio prusko-austrijske mornarice u bici u Helgolandskom zaljevu.  Druga dva su svjetionik Pokonji Dol, na istoimenom otočiću i bitnica Gališnik, koju su na ulazu u hvarsku luku, nakon povlačenja Francuza iz Ilirskih provincija, sagradili Austrijanci 1836. godine.

## Stanovništvo
Na otoku Svetom Klementu se nalaze tri naselja: Momića Polje, Vlaka i Palmižana, koja nemaju stalnih stanovnika, pa prema tome u Zakonu o područjima županija, gradova i općina u Republici Hrvatskoj nisu uvedena u popis naselja Republike Hrvatske. Krajem 19. stoljeća u naselju Vlaka je živjelo oko 70 stanovnika. Naselja su danas naseljena tek ljeti.

## Promet i gospodarstvo
Samo ime otočja govori o najranijim djelatnostima koje su se vršile na otocima - brodogradnji i iskorištavanju bogatstva okolnog mora. Na njima postoji i nekoliko manjih obradivih površina, na kojima se u povijesti uzgajalo žito. Danas se ljudska djelatnost na otocima, koja su postala jedna od hvarskih izletišta, bazira na iskorištavanju njihove prirodne ljepote u turističke svrhe. Palmižana je najstarije i najpoznatije hvarsko izletište, s čije se sjeverne strane u istoimenoj uvali, na otoku Sveti Klement nalazi ACI marina Palmižana kapaciteta 160 vezova. U Palmižani se nalazi nekoliko restorana i pansiona. Ostala izletišta su Ždrilica, otočić Sveti Jerolim i Stipanska uvala na Marinkovcu, od kojih su posljednja dva nudistička kupališta. Sva su opremljena restoranima i do njih voze redoviti taksi - brodovi iz grada Hvara. U naselju Vlaka se zadnje nedjelje u srpnju održava pučka svetkovina posvećena zaštitinik otoka svijetom Klementu. U naselju se također nalazi nekoliko restorana.
Osim nautičkog i nudističkog, Pakleni otoci su i središte ronilačkog turizma. Jedna od zanimljivijih lokacija za ronjenje je Sika od Vodnjaka, istočno od otočića Velog Vodnjaka, koja se sastoji od nekoliko uskih okomitih hridina. Među njima je najupečatljivija hridina Kampel ili Kampanel koja se okomito uzdiže s dubine od oko 46 m, na dubinu od 15 m ispod razine mora. Ostale ronilačke destinacije su podmorje Stambedara i Ujedinjeno Gaško gdje se na dubini od 5 m nalazi 30 m dugačka podmorska špilja.
Pored Palmižane je izgrađen helidrom, jedan od dva na području Grada Hvara. Sigurnost plovidbe oko Paklenih otoka regulirana je s nekoliko svjetionika, koji se nalaze na rtu Klobuku, na otočiću Velom Vodnjaku, Svetom Jerolimu, Pokonjem Dolu i Galešniku, kao i na hridi Babi pred ulazom u ACI marinu Pamižanu.

## Spomenik prirode
Prema Zakonu o zaštiti prirode Republike Hrvatske, Pakleni otoci su zaštićeni spomenik prirode u kategoriji značajnog krajolika, tj. zaštićenog krajolika, kojim upravlja Županijska javna ustanova za gospodarenje zaštićenim dijelovima prirode. Otoci su, prema odluci Sabora SR Hrvatske pod zaštitom od 1972. godine.
Unatoč tome što se arhipelag nalazi pod zaštitom, naglašen je problem nelegalne gradnje na otocima, gdje se u uvalama grade pojedini ili čak skupine objekata. Iako se problem nelegalne gradnje javlja u manjoj mjeri nego na kopnu, s obzirom na osjetljivost prostora njegove se vrijednosti narušavaju.

## Vanjske poveznice
- pakleniotoci.eu